# Erik Ersberg
Erik Ersberg (ur. 8 marca 1982 w Sala) – szwedzki hokeista, reprezentant Szwecji. Trener hokejowy

## Kariera
- VIK Västerås U20 (1999)
- VIK Västerås U20 (1999-2000, 2002)
- VIK Västerås (2000-2005, 2006)
- HV71 (2005–2007)
- Los Angeles Kings (2007–2010)
  -  Manchester Monarchs (2007–2008, 2010)
- Saławat Jułajew Ufa (2011-2012)
- Donbas Donieck (2012-2013)
- Iserlohn Roosters (2013-2014)
- HV71 (2014-2016)

Wychowanek klubu Sala HK. Od października 2010 do maja 2012 zawodnik Saławatu Jułajew Ufa. Od maja 2012 gracz Donbasu Donieck. Od października 2013 zawodnik niemieckiej drużyny Iserlohn Roosters. Od kwietnia 2014 do marca 2016 zawodnik HV71.
Uczestniczył w turniejach Mistrzostw Świata w 2007, 2011.
W lipcu 2016 ogłosił zakończenie kariery zawodniczej i został trenerem bramkarskim w austriackim klubie Vienna Capitals. W 2018 został trenerem bramkarskim w Enköpings SK.

## Sukcesy i nagrody

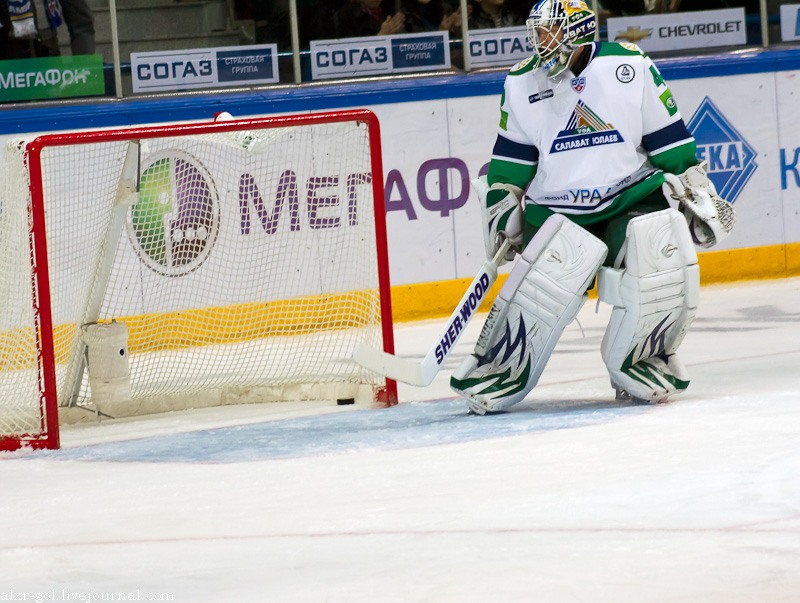
Erik Ersberg w barwach Saławatu Jułajew Ufa (2011)

Reprezentacyjne
- Srebrny medal mistrzostw świata: 2011

Klubowe
- Złoty medal mistrzostw Rosji / KHL /  Puchar Gagarina: 2011 z Saławatem Jułajew Ufa

Indywidualne
- Sezon Elitserien 2006/2007:
  - Trofeum Honkena – nagroda dla najlepszego bramkarza sezonu
- Sezon KHL (2010/2011):
  - Trzecie miejsce w klasyfikacji skuteczności interwencji w sezonie zasadniczym: 92,6%
  - Czwarte miejsce w klasyfikacji meczów bez straty gola w sezonie zasadniczym: 4 mecze
  - Czwarte miejsce w klasyfikacji skuteczności interwencji w fazie play-off: 93,3%
  - Drugie miejsce w klasyfikacji średniej goli straconych na mecz w fazie play-off: 1,93
  - Drugie miejsce w klasyfikacji meczów bez straty gola w fazie play-off: 3 mecze
  - Pierwsze miejsce w klasyfikacji zwycięstw meczowych wśród bramkarzy w fazie play-off: 15 meczów
  - Najlepszy bramkarz – półfinały konferencji i marzec 2011
  - Złoty Kask (przyznawany sześciu zawodnikom wybranym do składu gwiazd sezonu)
- Sezon KHL (2011/2012):
  - Piąte miejsce w klasyfikacji meczów bez straty gola w fazie play-off: 1